# 莫戈雷拉
莫戈雷拉（義大利語：Mogorella），是意大利奥里斯塔诺省的一个市镇。总面积17.18平方公里，人口467人，人口密度27.2人/平方公里（2009年）。ISTAT代码为095028。